# Шюц, Клаус
Клаус Шюц (нем. Klaus Schütz) — государственный и политический деятель Германии. С 19 октября 1967 года по 2 мая 1977 года занимал должность правящего бургомистра Берлина.

## Биография
Родился 17 сентября 1926 года в городе Гейдельберг, Веймарская республика. В 1945 году незадолго до окончания Второй мировой войны Клаус Шюц был тяжело ранен в Италии. В результате ранения правая рука осталась парализованной. После возвращения в ФРГ занялся политической деятельностью на левом крыле СДПГ, поддерживал коммунизм рабочих советов, возглавлял троцкистскую молодёжную группу в Западном Берлине. В 1949 году проходил обучение в США. После возвращения в Берлин стал последователем Вилли Брандта.
C 1957 по 1962 год был членом Бундестага от Социал-демократической партии Германии, а с 1962 по 1966 год Клаус Шюц занимал должность сенатора в Сенате Берлина. К этому моменту бывший радикал сам стал враждебен «новому левому» молодёжному движению и Социалистическому союзу немецких студентов. 19 октября 1967 года стал правящим бургомистром Берлина. 2 мая 1977 года ушёл в отставку после серии финансовых скандалов, его преемником стал Дитрих Штоббе. С 1977 по 1981 год был послом ФРГ в Израиле. С 1981 по 1987 год был директором телерадиокомпании Deutsche Welle в Кёльне. В марте 1996 года Клаус Шюц стал почетным президентом Deutsches Rotes Kreuz. 29 ноября 2012 года скончался в Берлине от пневмонии.